# Бэнкс, Джим
Джеймс Эдвард Бэнкс (англ. James Edward Banks; род. 16 июля 1979, Колумбия-Сити, Уитли, Индиана, США) — американский политик. С 2017 года является членом Палаты представителей США от штата Индиана. С 2010 по 2016 года был сенатором Индианы. Республиканец. Сенатор США от Индианы (с 2025).

## Ранняя жизнь и карьера
Джим Бэнкс родился в городе Колумбия-Сити, штат Индиана. Получил степень бакалавра в Индианском университете и степень магистра делового администрирования в Колледже Грейс.
До занятия выборной должности работал в сфере недвижимости и строительства в городе Форт-Уэйн, штат Индиана. Служит в Резерве ВМС США в качестве офицера снабжения. Взял отпуск в Сенате Индианы с 2014 по 2015 год, чтобы служить в Афганистане во время операций «Несокрушимая свобода» и «Страж свободы».
С 2008 по 2010 год служил в Совете Округа Уитли от общетерриториального района. Он одержал победу на предварительных выборах над действующим членом Совета Округа Скоттом Дарли. Бэнкс также был председателем Республиканской партии округа Уитли с 2007 по 2011 год. При содействии Американского законодательного совета он поддержал закон о праве на труд в Индиане. Бэнкс выступил на Конференции консервативных политических действий в 2014 году после того, как был признан одним из 10 лучших консерваторов моложе 40 лет.
В 2010 году Бэнкс был впервые избран в сенат штата от 17-го округа. В сентябре 2014 года взят в сенате отпуск и отправился в Афганистан. Ссылаясь на закон штата Индиана, который позволяет государственным и местным должностным лицам брать отпуск во время действительной военной службы, Бэнкса временно заменила его жена Аманда Бэнкс, которая занимала этот пост на законодательной сессии сената 2015 года. Он вернулся из-за границы в Индиану 14 апреля 2015 года и возобновил свои обязанности сенатора штата 8 мая 2015 года.
5 ноября 2024 года победил с результатом 58,7 % на выборах в Сенат США от Индианы кандидатку от Демократической партии Валери Маккрэй (Valerie McCray).

## Взгляды
Бэнкс выступал за отмену и замену Закона о доступном медицинском обслуживании («Obamacare») и поддерживал законодательство, которое позволит интернет-провайдерам обмениваться информацией о клиентах.